# Baix Deba
Baix Deba (en euskera i oficialment: Debabarrena), és una comarca de la província de Guipúscoa, País Basc. Està situada en l'extrem nord-oest de la província i ocupa la part baixa de la conca del riu Deba i el límit amb la província de Biscaia. La seva extensió és de 180,3 km². Limita al sud amb la comarca de l'Alt Deba, a l'est amb les comarca bizcaïnes de Lea Artibai i el Duranguesado i a l'oest amb la comarca d'Urola-Costa, al nord aquesta banyada pel mar Cantàbric. La componen els següents municipis Eibar, Soraluze, Elgoibar, Mendaro, Deba i Mutriku i per a diferents serveis s'integren també en la comarca, Mallabia i Ermua de Biscaia. En rigor aquests 2 últims municipis pertanyen a la comarca biscaïna del Duranguesat però en quedar en la conca del Deba, aquests 2 municipis biscaïns i la ciutat d'Eibar estan situats en la vall del riu Ego, participen activament en els organismes comarcals del baix Deba. Mutriku queda fora de la vall del Deba, entre la desembocadura d'aquest riu i el límit de la província de Biscaia, en una petita conca a part.

## Municipis
| # | Municipi  | Alcalde                         | Partit Polític    | Població | % Població | Territori km² |
| - | --------- | ------------------------------- | ----------------- | -------- | ---------- | ------------- |
| 1 | Deba      | Jesús Mª Agirrezabala Goitoquia | Eusko Alkartasuna | 5.274    | 9,8        | 51,54         |
| 2 | Eibar     | Iñaki Arriola López             | PSE-EE            | 27.784   | 51,4       | 24,78         |
| 3 | Elgoibar  | Maialen Gurrutxaga Uranga       | PNB               | 10.524   | 19,4       | 39,11         |
| 4 | Mendaro   | Irune Berasaluze Lazkano        | PNB               | 1.587    | 2,9        | 25,39         |
| 5 | Mutriku   | Estanis Osinalde Txurruka       | PNB               | 4.752    | 8,8        | 27,69         |
| 6 | Soraluze  | Jose Luis Arizaga Urizar        | ANB               | 4.158    | 7,7        | 14,22         |
|   | Baix Deba |                                 |                   | 54.079   | 100        | 182,73        |